# Порт-Морсбі (футбольний клуб)
Футбольний клуб «Порт-Морсбі» або просто ФК «Порт-Морсбі» (англ. Football Club Port Moresby) — напівпрофесіональний футбольний клуб з однойменного міста з Папуа Нової Гвінеї. Домашні поєдинки клуб проводить на нещодавно реконструйованому 15 000-му стадіоні «Сер Джон Гайс Стедіум» в місті Порт-Морсбі, в столиці країни.

## Історія
ФК «Порт-Морсбі» засновано в 2012 році, в національному чемпіонаті клуб дебютував у сезоні 2013/14 років. У своєму дебютному сезоні команда завершила чемпіонат на другому місці і мала у своєму складі гравців національної збірної, таких як Елвін Комолонг.

## Досягнення
- Національна Соккер Ліга ПНГ:
  -  Срібний призер (1): 2013/14